# Allactaga bullata
Allactaga bullata är en däggdjursart som beskrevs av Allen 1925. Allactaga bullata ingår i släktet hästspringråttor och familjen hoppmöss. IUCN kategoriserar arten globalt som livskraftig. Inga underarter finns listade.
Arten tillhör undersläktet Orientallactaga som ibland godkänns som släkte.
Individerna blir 115 till 145 mm långa (huvud och bål), har en 165 till 200 mm lång svans och väger 80 till 93 g. Bakfötterna är 56 till 62 mm långa och öronen är 31 till 38 mm stora, vad som är lite större än skallen. Ovansidan är täckt med gråaktig päls som har en ljusbrun skugga. På undersidan, på underarmarna, på skenbenen och vid läpparna förekommer vit päls. Typisk är en ljus strimma på lårens utsida som har en röd skugga. Svansen har vid spetsen en vit tofs. Benväggen vid den yttre hörselgången är påfallande tjock jämförd med andra släktmedlemmar.
Denna hästspringråtta förekommer i södra delen av Mongoliet och i norra Kina (Gansu, Inre Mongoliet och Xinjiang). Den är vanlig i Gobiöknen. Arten uppsöker även områden men rikligare vegetation som savanner.
Allactaga bullata är nattaktiv och vilar på dagen i underjordiska bon. Födan utgörs av rötter och andra växtdelar samt av insekter och deras larver. Honor kan para sig en eller två gånger per år och de föder upp till tre ungar per kull. Boet består oftast av en enkel tunnel som är cirka 60 cm lång. Dessutom finns en kammare där individen vilar.